# Aeronautica Imperialis

Обложка книги правил

Aeronautica Imperialis — настольная игра о воздушных сражениях в мире Warhammer 40,000, созданная компанией Forge World. Выпущена в январе 2007 года компанией Forge World.
Игра сконцентрирована на воздушных боях между различными расами. Связана с книгой Дэна Абнетта Double Eagle, описывающей бои во время похода в миры Шаббат.

## Армии и юниты
Стороны конфликта в игре: Имперская авиация, Космодесант, Эльдар, Тау, Хаос и Орки. У каждой расы есть различные виды юнитов: истребители, бомбардировщики, десантные корабли (нужны для выполнения каких-либо миссий) и пр.